# Iwan Astachow
Iwan Michajłowicz Astachow (ros. Иван Михайлович Астахов, ur. 15 maja 1921 we wsi Biełomiestnoje obecnie w rejonie nowomoskowskim w obwodzie tulskim, zm. 3 marca 1944 w rejonie Rudni w obwodzie smoleńskim) – radziecki lotnik wojskowy, kapitan, uhonorowanym pośmiertnie tytułem Bohatera Związku Radzieckiego (1944).

## Życiorys
Urodził się w rodzinie chłopskiej. Wcześnie stracił rodziców, wychowywał się u brata w Moskwie, skończył 7 klas niepełnej szkoły średniej i aeroklub w mieście Lublino (obecnie część Moskwy). Od 1939 służył w Armii Czerwonej, ukończył wojskową szkołę lotniczą im. Czkałowa w Borisoglebsku. Po ataku Niemiec na ZSRR walczył na froncie, do lutego 1944 jako dowódca eskadry 49 pułku lotnictwa myśliwskiego 309 Dywizji Lotnictwa Myśliwskiego 1 Armii Powietrznej Frontu Zachodniego w stopniu kapitana wykonał 283 lotów bojowych i stoczył 63 walki powietrzne, w których strącił osobiście 12 i w grupie 7 samolotów wroga. 3 marca 1944 w rejonie miasta Rudnia w obwodzie smoleńskim w parze przystąpił do walki z przeważającymi siłami niemieckimi. Strącił wówczas Me-109, jednak został ciężko ranny, a jego samolot został uszkodzony. Po wyczerpaniu amunicji zdołał staranować kolejny samolot wroga, samemu ginąc przy tym.

## Odznaczenia
- Złota Gwiazda Bohatera Związku Radzieckiego (pośmiertnie, 1 lipca 1944)
- Order Lenina
- Order Czerwonego Sztandaru
- Order Wojny Ojczyźnianej I klasy
- Order Czerwonej Gwiazdy